# هنري هاليك
هنري هاليك (بالإنجليزية: Henry Halleck)‏ (16 يناير 1815 - 9 يناير 1872) كان عالم ومحامي وضابط في جيش الولايات المتحدة.

## روابط خارجية
- هنري هاليك على موقع الموسوعة البريطانية (الإنجليزية)
- هنري هاليك على موقع إن إن دي بي (الإنجليزية)